# 深圳大学附属中学
深圳大学附属中学（英語：The Affiliated High School Of Shenzhen University）创建于1986年，简称深大附中，是广东省深圳市的一所由深圳市教育局领导、深圳大学管理的市直属公办重点中学，也是广东省一级学校，深圳大学附属教育集团的核心学校，同时拥有初中和高中。

## 历史
深圳大学附属中学的前身是南油集团为解决职工子弟教育问题于1986年创办的12年制深圳华明学校。1992年中小学分离改称南油中学和南油小学。1994年南油中学迁入在月亮湾修建的新教学楼，原址全部由南油小学使用。
1996年4月，南油集团将南油中学资产和师生移交至深圳大学管理，更名为深圳大学师范学院附属中学，1996年秋季面向全市招生，章杏英担任首任校长。
2003年，晋升为广东省一级学校。
2009年，获得国家级示范性普通高中称号。
2015年8月，新高中部建成，高中部与初中部实行分校区办学。
2019年5月，获批开展自主招生，并首创深圳高中招生“631”模式；7月，更名为深圳大学附属中学。

## 校区

### 初中部
深大附中老校区于1994年建成，位于南山区前海路353号，占地面积5.3万平方米，建筑面积4.6万平方米。在新校区落成之后，高中部迁出，初中部和国际高中留在原址。
初中部开设36个班级，拥有多功能厅、实验室、空中菜园、图书馆、数字文史馆等设施，以及1个标准足球场、400米跑道、2个灯光篮球场、6个篮球半场和体育馆（恒温游泳馆、羽毛球馆、乒乓球馆、跆拳道馆、健身房）等体育设施。初中部现任校长为谢芳芳。

### 高中部
深大附中新校区于2015年8月投入使用，位于南山区前海路19号，现作为高中部使用。
高中部占地面积3.2万平方米，建筑面积4.6万平方米。高中部由教学楼、宿舍楼及文体楼组成，开设36个班级，设有舞蹈室、多功能剧场、阶梯会议室等设施，还有1个室内篮球馆和3个室外篮球场，以及足球场、排球场、室内羽毛球馆及300米的环形跑道等体育设施。高中部现任校长为边海峰。

## 周边交通
初中部
- 地址：深圳市南山区前海路353号
- 地铁：█5号线荔湾站B出口，出站后步行约900米
- 公交：深大附中站

| 行经巴士路线一览     | 行经巴士路线一览         | 行经巴士路线一览 | 行经巴士路线一览       | 行经巴士路线一览  |
| 编号                 | 路线                     | 路线             | 路线                   | 备注              |
| -------------------- | ------------------------ | ---------------- | ---------------------- | ----------------- |
| 42                   | 月亮湾公交综合车场       | ⇆                | 世界之窗总站           |                   |
| 81                   | 月亮湾公交综合车场       | ⇆                | 民乐公交接驳站         |                   |
| M432                 | 大铲湾公交总站           | ⇆                | 大冲                   | 原 高峰专线234    |
| M347                 | 月亮湾公交综合车场       | ↻                | 南山区行政服务大厅     | 原 76             |
| M364                 | 月亮湾公交综合车场       | ⇆                | 莲塘梧桐苑总站         |                   |
| M372                 | 龙腾路场站               | ⇆                | 南山荔山工业园总站     | 原 M516（第一代） |
| M375                 | 桃花源智创小镇公交首末站 | ⇆                | 月亮湾公交综合车场     | 原 396            |
| M467                 | 月亮湾公交综合车场       | ⇆                | 创新科技中心公交首末站 | 原 B727           |
| 青青世界公园接驳专线 | 南山花园                 | ↺                | 青青世界正门           |                   |

高中部
- 地址：深圳市南山区前海路19号
- 地铁：█5号线荔湾站A出口，出站后步行约650米
- 公交：月亮湾花园站

| 行经巴士路线一览 | 行经巴士路线一览         | 行经巴士路线一览      | 行经巴士路线一览       | 行经巴士路线一览        |
| 编号             | 路线                     | 路线                  | 路线                   | 备注                    |
| ---------------- | ------------------------ | --------------------- | ---------------------- | ----------------------- |
| M432             | 大铲湾公交总站           | ⇆                     | 大冲                   | 原 高峰专线234          |
| M347             | 月亮湾公交综合车场       | ↻                     | 南山区行政服务大厅     | 原 76                   |
| M375             | 桃花源智创小镇公交首末站 | ⇆                     | 月亮湾公交综合车场     | 原 396                  |
| M430             | 月亮湾公交综合车场       | ⇆                     | 南山中心区公交总站     | 原 B687（第一代）、B700 |
| M467             | 月亮湾公交综合车场       | ⇆                     | 创新科技中心公交首末站 | 原 B727                 |
| M489             | 已于2023年6月11日停办    | 已于2023年6月11日停办 | 已于2023年6月11日停办  | 已于2023年6月11日停办   |